# Intendente (Metro de Lisboa)
Intendente es una estación de la línea Verde del metro de Lisboa, Portugal. Fue inaugurada el 28 de septiembre de 1966 junto con las estaciones Anjos y Martim Moniz (originalmente llamada Socorro).
Está ubicada en avenida Almirante Reis, con seis accesos en alrededores de la calle Andrade, dispone de máquinas de venta automática de billetes, y funciona de 6:30 a 1:00.
El diseño de la estación estuvo a cargo del arquitecto Dinis Gomes y la artista plástica Maria Keil (azulejos), tanto para la inauguración de 1966 como en la remodelación del 7 de marzo de 1977 (cuando se hicieron obras de ampliación de la estación, prolongamiento de los andenes de embarque y construcción del vestíbulo norte).
La compañía operadora de la red, Metropolitano de Lisboa E.P.E., anunció que estaban en curso los trabajos de construcción de ascensores para Intendente y otras cuatro estaciones, que estarían en funcionamiento a fines de 2025.